# Siwa atomaria
Siwa atomaria är en spindelart som först beskrevs av O. Pickard-Cambridge 1876.  Siwa atomaria ingår i släktet Siwa och familjen hjulspindlar. Inga underarter finns listade i Catalogue of Life.